# Celestine Romed Ngah Kebe
Vicente Rodrigo Paciello Recalde (* 28. Februar 1986 in Akonolinga) ist ein ehemaliger kamerunischer Fußballspieler auf der Position eines Stürmers.

## Karriere
Im Jahr 2006 spielte Romed Kebe bei Unión Española in Chile. Im folgenden Jahr wechselte er zu 2 de Mayo. Zwischen 2007 und 2008 war er bei Sportivo Luqueño aktiv. In den Jahren 2009 und 2010 war er bei Cruz del Sur, gefolgt von einer kurzen Zeit bei Brown de Adrogué im Jahr 2010. 2011 spielte er für Huracán San Rafael.